# Gojushiho
Gojushiho (五十四歩, Gojūshiho, cinquenta e quatro passos) é um kata do caratê, que foi introduzido em Oquinaua por intermédio de praticantes do Tomari-te. Como havia efetiva troca de conhecimentos com os paraticantes do te em Shuri, devido principalmente à proximidade entre as urbes, existiu sua prática contemporânea mo estilo Shuri-te.

## História
A origem da sequência é, como a maioria das outras formas, encontrada no wushu chinês, estilo Fênix de kung fu Shaolin. Quando o kata foi portado para o estilo Shotokan, o mestre Gichin Funakoshi, ajudado por seu filho, além de o adaptarem ao escopo do estilo, criaram uma forma derivada, nomeando-os de gojushiho dai e gojushiho sho.

### Genealogia
|           |           |           |           |           |           |          |          |          |          |          |          |           |           |           |           |           |           |  |  |                  |                  |                  |                  | Chuan fa         |                  |  |  |               |               |               |               |               |               |  |  |                  |                  |                  |                  |                  |                  |  |  |          |          |          |          |          |          |
|           |           |           |           |           |           |          |          |          |          |          |          |           |           |           |           |           |           |  |  |                  |                  |                  |                  |                  |                  |  |  |               |               |               |               |               |               |  |  |                  |                  |                  |                  |                  |                  |  |  |          |          |          |          |          |          |
|           |           |           |           |           |           |          |          |          |          |          |          |           |           |           |           |           |           |  |  |                  |                  |                  |                  | Tomari-te        |                  |  |  |               |               |               |               |               |               |  |  |                  |                  |                  |                  |                  |                  |  |  |          |          |          |          |          |          |
|           |           |           |           |           |           |          |          |          |          |          |          |           |           |           |           |           |           |  |  |                  |                  |                  |                  |                  |                  |  |  |               |               |               |               |               |               |  |  |                  |                  |                  |                  |                  |                  |  |  |          |          |          |          |          |          |
|           |           |           |           |           |           |          |          |          |          |          |          |           |           |           |           |           |           |  |  |                  |                  |                  |                  |                  |                  |  |  |               |               | Shuri-te      |               |               |               |  |  |                  |                  |                  |                  |                  |                  |  |  |          |          |          |          |          |          |
|           |           |           |           |           |           |          |          |          |          |          |          |           |           |           |           |           |           |  |  |                  |                  |                  |                  |                  |                  |  |  |               |               |               |               |               |               |  |  |                  |                  |                  |                  |                  |                  |  |  |          |          |          |          |          |          |
|           |           |           |           |           |           |          |          |          |          |          |          |           |           |           |           |           |           |  |  |                  |                  |                  |                  |                  |                  |  |  |               |               |               |               |               |               |  |  |                  |                  |                  |                  |                  |                  |  |  |          |          |          |          |          |          |
|           |           |           |           |           |           |          |          |          |          |          |          |           |           |           |           |           |           |  |  |                  |                  |                  |                  | Shorin-ryu       |                  |  |  |               |               |               |               |               |               |  |  |                  |                  |                  |                  |                  |                  |  |  |          |          |          |          |          |          |
|           |           |           |           |           |           |          |          |          |          |          |          |           |           |           |           |           |           |  |  |                  |                  |                  |                  |                  |                  |  |  |               |               |               |               |               |               |  |  |                  |                  |                  |                  |                  |                  |  |  |          |          |          |          |          |          |
|           |           |           |           |           |           |          |          |          |          |          |          |           |           |           |           |           |           |  |  |                  |                  |                  |                  |                  |                  |  |  |               |               |               |               |               |               |  |  |                  |                  |                  |                  |                  |                  |  |  |          |          |          |          |          |          |
|           |           |           |           | Shotokan  | Shotokan  | Shotokan | Shotokan | Shotokan | Shotokan |          |          | Shito-ryu | Shito-ryu | Shito-ryu | Shito-ryu | Shito-ryu | Shito-ryu |  |  | Shindo jinen ryu | Shindo jinen ryu | Shindo jinen ryu | Shindo jinen ryu | Shindo jinen ryu | Shindo jinen ryu |  |  | Kobayashi-ryu | Kobayashi-ryu | Kobayashi-ryu | Kobayashi-ryu | Kobayashi-ryu | Kobayashi-ryu |  |  | Matsubayashi-ryu | Matsubayashi-ryu | Matsubayashi-ryu | Matsubayashi-ryu | Matsubayashi-ryu | Matsubayashi-ryu |  |  | Seidokan | Seidokan | Seidokan | Seidokan | Seidokan | Seidokan |
|           |           |           |           | Shotokan  | Shotokan  | Shotokan | Shotokan | Shotokan | Shotokan |          |          | Shito-ryu | Shito-ryu | Shito-ryu | Shito-ryu | Shito-ryu | Shito-ryu |  |  | Shindo jinen ryu | Shindo jinen ryu | Shindo jinen ryu | Shindo jinen ryu | Shindo jinen ryu | Shindo jinen ryu |  |  | Kobayashi-ryu | Kobayashi-ryu | Kobayashi-ryu | Kobayashi-ryu | Kobayashi-ryu | Kobayashi-ryu |  |  | Matsubayashi-ryu | Matsubayashi-ryu | Matsubayashi-ryu | Matsubayashi-ryu | Matsubayashi-ryu | Matsubayashi-ryu |  |  | Seidokan | Seidokan | Seidokan | Seidokan | Seidokan | Seidokan |
|           |           |           |           |           |           |          |          |          |          |          |          |           |           |           |           |           |           |  |  |                  |                  |                  |                  |                  |                  |  |  |               |               |               |               |               |               |  |  |                  |                  |                  |                  |                  |                  |  |  |          |          |          |          |          |          |
| Kyokushin | Kyokushin | Kyokushin | Kyokushin | Kyokushin | Kyokushin |          |          | Wado-ryu | Wado-ryu | Wado-ryu | Wado-ryu | Wado-ryu  | Wado-ryu  |           |           |           |           |  |  |                  |                  |                  |                  |                  |                  |  |  |               |               |               |               |               |               |  |  |                  |                  |                  |                  |                  |                  |  |  |          |          |          |          |          |          |

## Características
É um kata muito extenso, como seu nome sugere. O vetusto nome de hotaku (啄木鳥), ou pica-pau, também faz menção às técnicas com as mãos em forma de cunha, ou bico (nukite).